# Saint Andrews
Saint Andrews, situada en la costa este de Escocia, en el condado de Fife, es una de las ciudades más antiguas e históricamente importantes de Escocia, a pesar de su reducido tamaño. En ella se encuentra la Catedral de St. Andrews, actualmente derruida (que en su tiempo fue la más grande de Escocia), un castillo, igualmente derruido, y una de las universidades más antiguas y prestigiosas del Reino Unido. Además, St. Andrews es considerado como "la cuna del golf", ya que en ella se encuentran el Royal and Ancient Golf Club of St Andrews -el club de golf más antiguo del mundo- y el Old Course de St Andrews, también uno de los campos más antiguos.

## Historia

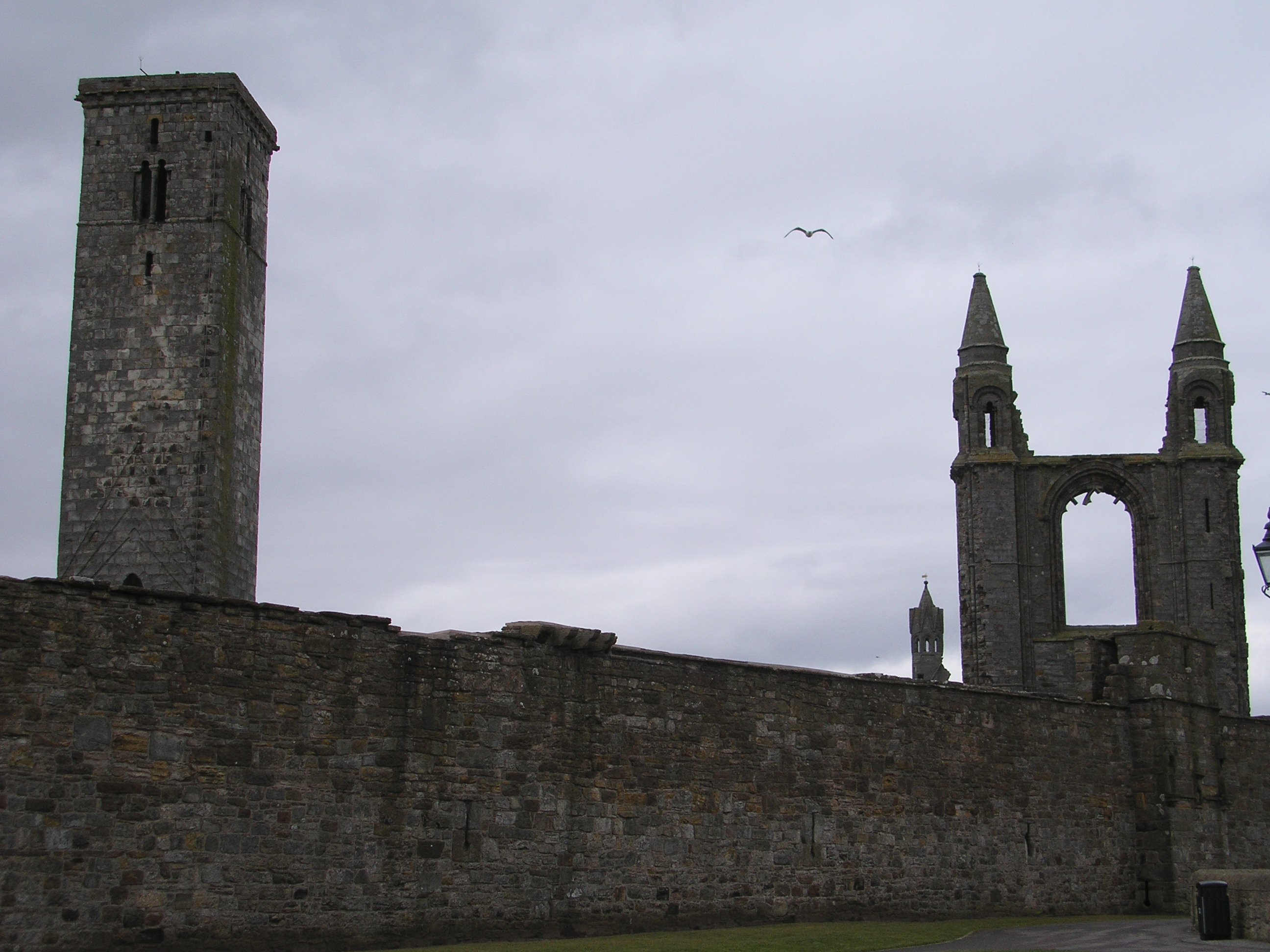
La catedral de St. Andrews.

Los primeros asentamientos que se han localizado en el actual St. Andrews pertenecen a los pictos, quienes lo denominaban Kilrymont o Muckross. La leyenda dice que San Régulo trajo hasta aquí las reliquias de San Andrés, patrón de Escocia.
Saint Andrews recibió el estatuto de "ciudad real" (royal burgh) en 1124, y se transformó en arzobispado en 1466. Su catedral comenzó a construirse en el siglo XII, pero no se concluyó hasta 1318, durante el reinado de Roberto I de Escocia. En aquel momento era el edificio más grande de Escocia, y St. Andrews, con más de 14.000 habitantes en el siglo XVI, una de las ciudades costeras más importantes al norte de Edimburgo.
Sin embargo, durante la violenta Reforma religiosa del siglo XVI, la catedral fue saqueada y quedó en ruinas, y la ciudad perdió gran parte de su poder e influencia, quedando prácticamente arruinada.
En la actualidad, la ciudad de St. Andrews consta de un pequeño núcleo histórico, constituido principalmente por cuatro calles (South Street, Market Street, North Street y The Scores), y una amplia extensión de viviendas modernas destinadas principalmente al personal y los estudiantes de la Universidad de St. Andrews, así como a los jugadores y aficionados al golf.